# 김단비 (1975년)
김단비(金旦費, 1975년 2월 11일 ~ )은 대한민국의 미스코리아 출신 배우이다. 1996년 SBS 6기 공채 탤런트로 정식 데뷔하였다.

## 학력
- 청주대학교 연극영화학과 (졸업)

## 출연작

### 드라마
- 1996년 SBS 일일연속극 《자전거를 타는 여자》 … 이혜진 역
- 1996년 SBS 주간시트콤 《LA아리랑》
- 1996년 SBS 청소년드라마 《성장느낌 18세》
- 1996년 SBS 드라마스페셜 《남자대탐험》
- 1996년 SBS 드라마스페셜 《8월의 신부》
- 1996년 SBS 드라마스페셜 《형제의 강》 … 정은희 역
- 1997년 SBS 일일시트콤 《OK목장》
- 1997년 SBS 월화드라마 《여자》
- 1997년 SBS 일일연속극 《지평선 너머》
- 1998년 SBS 드라마스페셜 《미스터Q》
- 1998년 SBS 일일시트콤 《순풍산부인과》
- 1998년 SBS 주말극장 《사랑해 사랑해》 … 김유진 역
- 1998년 SBS 일일드라마 《7인의 신부》 … 한수영 역
- 1998년 SBS 일일드라마 《미우나 고우나》
- 1999년 SBS 아침드라마 《지금은 사랑할 때》
- 1999년 SBS 일요드라마 《카이스트》
- 1999년 MBC 일일시트콤 《남자 셋 여자 셋》
- 1999년 SBS 드라마스페셜 《토마토》 … 김다희 역
- 1999년 SBS 추석특집극 《황제의 식탁》
- 2000년 MBC 주간시트콤 《세 친구》
- 2000년 SBS 청춘시트콤 《골뱅이》
- 2000년 SBS 월화드라마 《천사의 분노》
- 2000년 SBS 드라마스페셜 《여자만세》
- 2001년 SBS 일일연속극 《이 부부가 사는 법》
- 2002년 MBC 일일시트콤 《논스톱3》

### 영화
- 2001년 《그녀에게 잠들다》 … 영희의 친구인 미영 역

## 수상
- 1995년 미스코리아 인천 미